# Ponte da Amizade (Macau)
A Ponte da Amizade (em chinês:  澳門友誼大橋) é uma ponte de quatro vias, situada na Região Administrativa Especial de Macau da República Popular da China que liga a Península de Macau, próximo ao Reservatório e à ilha da Taipa no Pac On.
Foi construída após a Ponte Governador Nobre de Carvalho, sendo esta a segunda ponte que liga a península à ilha da Taipa. Também é conhecida como Nova Ponte Macau-Taipa (em chinês:  新澳氹大橋).
A construção iniciou-se em junho de 1990. Sua abertura ao tráfego ocorreu em março de 1994, sendo considerada a mais longa das três pontes que ligam a Península de Macau à Taipa, com um comprimento de 4,7 quilómetros (2,9 milhas), e um total de 800 metros (2 625 pés) ligando o viaduto, e uma largura de dezoito metros.

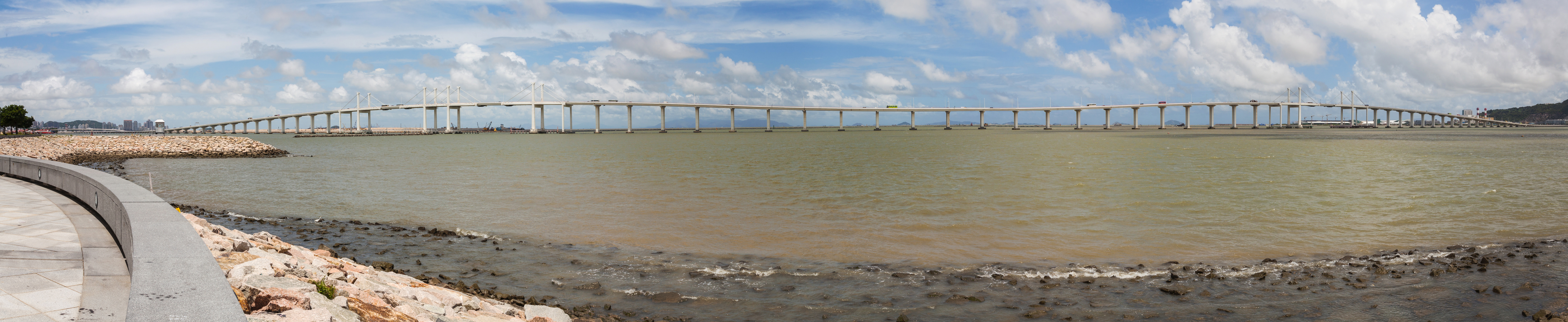
Vista panorâmica da Ponte da Amizade, com a Península de Macau à esquerda e a ilha de Taipa à direita.